# جامعة مدينة كانزاس للطب وعلوم الأحياء كلية الطب التقويمي
جامعة مدينة كانزاس للطب وعلوم الأحياء كلية الطب التقويمي (بالإنجليزية: Kansas City University of Medicine and Biosciences College of Osteopathic Medicine)‏ هي إحدى الكليات لتدريس الطب في الولايات المتحدة الأمريكية. تقع في مدينة كانزاس سيتي في ولاية ميزوري الأمريكية. نوع الشهادة الطبية التي يتم تحصيلها هناك هي دو.